# Mr. Local Man
Pour plus de détails, voir Fiche technique et Distribution.
Mr. Local Man un film tanzanien en swahili réalisé par Joseph Squinquel et sortie en 2019. Il dépeint Nhwale, un Africain, qui est allé à l'étranger à des fins d'éducation où il a rencontré et est tombé amoureux d'une fille blanche américaine.

## Synopsis
Nhwale aime une fille blanche qu'il a rencontré aux États-Unis durant ses études. Il l'amène dans son village natal avec ses amis mais ceux-ci, qui rêvaient de venir en Afrique, sont mal accueilli. En effet, ici, les blancs sont encore perçus comme les colonisateurs,.

## Distribution
- Bonnie Dennison : Mistress
- Emil Marwa : Marick
- Josephs Quartzy : Nhwale
- Agness Nyama : Jade
- Joseph Quinn : Junior

## Tournage
Mr. Local Man a été filmé et produit sous la direction de Jared Levy, producteur de musique américain.

## Sortie
Mr. Local Man est sorti le 2 février 2019 et distribué par JQ Online TV.